# Критархија
Критархија или критократија је облик владавине заснован на моћи судова, односно судија (хебр. שופטים). Овај систем постојао у старом Израелу у периоду описаном у старозаветном спису Књига о судијама.
Термин је настао од старогрчких речи грч. κριτης (критес - Судија) и грч. κρατος (кратос - орган). Употреба термина је проширена на власт судија, у модерном смислу речи, као што се користи, на пример, у Сомалији, где је власт судија у складу са обичајним правом.